# Madcaps - Il fronte della violenza
Madcaps - Il fronte della violenza (Angels from Hell) è un film statunitense del 1969 diretto da Bruce Kessler.

## Trama
Mike, ex presidente di un club motociclistico della banda più cattiva di Riverside, in California, torna a casa dopo un periodo in Vietnam, ma segue una pista sulla sua ex banda e trova Smiley e gli altri a Bakersfield, rintanati a casa di Ginger. Sotto l'occhio vigile dello sceriffo Bingham che aveva una intesa con il presidente precedente, Mike si ritrova ad affrontare poliziotti corrotti sotto la sorveglianza di Bingham.